# Arne Dankers
Arne Dankers (ur. 1 czerwca 1980 w Calgary) – kanadyjski łyżwiarz szybki, srebrny medalista olimpijski i mistrzostw świata.

## Kariera
Pierwszy sukces w karierze Arne Dankers osiągnął w 2006 roku, kiedy wspólnie z Justinem Warsylewiczem, Stevenem Elmem, Jasonem Parkerem i Dennym Morrisonem zdobył srebrny medal w biegu drużynowym na igrzyskach olimpijskich w Turynie. W indywidualnych startach był między innymi piąty w biegu na 5000 m i dziewiąty na dystansie 10 000 m. Podczas mistrzostw świata na dystansach w Salt Lake City w 2007 roku razem z Warsylewiczem i Morrisonem zajął drugie miejsce w biegu drużynowym. Osiągnął tam też swój najlepszy indywidualny wynik, zajmując czwarte miejsce na dystansach 5000 i 10 000 m. W dłuższym biegu lepszy w walce o medal okazał się Holender Brigt Rykkje, a w krótszym wyprzedził go bezpośrednio inny reprezentant Holandii - Carl Verheijen. Nigdy nie stanął na podium indywidualnych zawodów Pucharu Świata, chociaż w drużynie dokonał tego siedmiokrotnie. W sezonie 2005/2006 zajął szóste miejsce w klasyfikacji końcowej 5000/10 000 m. W 2008 roku zakończył karierę.
Jego żona, Kerry Simpson również uprawia łyżwiarstwo szybkie.